# 计划项目预算系统
计划项目预算系统，又称计划项目预算制（Planning-Programming-Budgeting System, 简称PPBS）是20世纪60年代诞生于美国的一种财政预算编制体制。除了美国，该系统还曾被英国和加拿大财政当局所采用，日本大藏省也于1970年代考虑引入该种体制。因PPBS存在着一些难以克服的缺点，该系统现已逐渐被各国政府所弃置。2004年，美国采用新的项目评估定级工具。

## 历史
1947年美国国防部成立，法律赋予了美国国防部长作为国防部领导的角色，却从来没有实现过。每个军事部门（陆军、海军和空军）都认为联合任务对本部门有害，造成各军种力量失衡，国防部长缺乏必要的管理与控制工具以实施其战略，国防部长因没有独立的和综合的参谋机构保障，无法有效领导各军种，国防部长更像一个法官或裁判而不是领导。1961年，为了更好行使法律赋予国防部长的权力，时任美国国防部长麦克纳马纳，采取了两项重要而相互关联的行动，一是领导了所有国防部需求的系统分析，并将他们纳入一个五年的面向项目（Programs）的国防预算，另一个是领导组建了一个规范的合理资源分配系统，即后来的PPBS。两项重任落在了时任助理国防部长（审计）的查尔斯J.希奇身上，他也被称为PPBS之父。PPBS的总体设计主要来自希奇和兰德公司的其他人在1950年代末的工作。当时，PPBS以6个基本原则为基础：决策必须基于明确的国家安全而不是国防部机构；领导要将军事与经费需求考虑到一起；高级决策制订者必须一起考虑费用、力量和战略的平衡与可行；领导必须在最高政策决策级有并主动使用独立分析人员；系统的输出必须是一个多年的力量与财政计划；领导必须开展公开的和明确的分析，所有利益相关团体都可获得。
1963年4月，PPBS正式在国防部实施，麦克纳马纳宣布：“你不能通过自己问自己什么东西最好应当有，你不得不根据多少是就够了做出决策。”1968年，该系统被用于美国联邦政府预算的编制。英国，加拿大等国也纷纷采用该系统进行预算编制。1960年代末70年代初，受国债危机困扰的日本大藏省亦派员前往美国考察学习该系统，并期望引进。后因为各国逐渐发现了存在于该系统内的种种难以克服的缺点，该系统被逐渐弃用。
经过40多年的使用，PPBS经过了无数次的改进和调整，但一直保持其原始创意。PPBS的出现增加了国会对国防拨款的介入，国防拨款法案已经从原来的不到20页增加至2003年的400多页，增加了国防部长办公室在国防计划中的份额，增强了参谋长联席会议和战斗司令部（目前为联合司令部）对国防计划的影响。
进入21世纪，PPBS虽然仍被认为是一个有效工具，但更饱受批评，2000年，国防安全商业执行（BENS）发布的关于PPBS报告，得出过著名的批评：PPBS强调应当做什么而不是需要实施什么，五角大楼的PPBS已经接近于一个仪式而不是一个积极的过程。2001年，唐纳德·拉姆斯菲尔德出任国防部长，他认为PPBS需要大修，“PPBS是一个冷战残余，我想，这是地球上残存的最后一个中央计划产物。”经过一系列的改进后，2004年3年27日，国防部副部长备忘录《PPBE文档与信息控制》发布，标志着PPBE（计划项目预算执行）正式取代PPBS。

## 系统简介
PPBS的P指的是政府长期目标的制定（Planning），即政府或政府相关部门对中长期（通常周期大于5年）内发展目标的规划。B表示政府预算编制（Budgeting），周期通常为一年（或一财政年），并以具体金额表示。介于规划目标和单年度预算之间的P，则是具体事务的计划（Programming）。PPBS系统力图通过单个计划的制定，将部门每年度的预算和政策长期目标的实现之间形成关联。其核心是制定有效又针对性的计划（P），而计划又根据和目标实现的轻重缓急，分为“主要计划”，“中层计划”和“小计划”。

## 缺陷
针对当年日本大藏省引入PPBS系统失败的原因及其本身固有的一些缺陷，日本行政学家加藤芳太郎总结了如下4条。
首先，PPBS系统针对不同目标（P）进行严格的自动分类，并按照各个政府部门或者行业进行归类。而在现实中，两个不同部门的合作项目，甚至是两个不同部门的相同或者类似项目（如生物工程开发工程有可能同时被负责科技和负责农林水产的部门所进行）。而这种跨越多个部门或多部门重叠的项目，因其明显不存在于任何一类目标分类中，往往面临较高的被削减预算的风险，而事实上这些计划很可能是需要资金支持的重要项目。
其次，PPBS系统对“主要计划”的数目有严格的限制。这必然在政府各部门之间引发利益分配的争论。如果主要计划数过多，则会和“中项目”，“小项目”之间形成内容重叠，甚至“头重脚轻”的局面。如果主要计划的数目过少，则容易出现一个计划需要兼顾多个“中小项目”，从而导致计划方向性不清。
再者，因为资源有限，PPBS系统甚至经常质疑单个政府部门存在的必要性，因其设计的本来目的即使通过计划安排得出最合理最具效率的预算安排。而在现实中，政府机关的存废却远要比是否效率要复杂的多。因此PPBS系统不被政府系统所喜爱也是可以预见的。
最后，也是极具讽刺意义的是，以提高效率和节省资金为目的的PPBS系统，其本身运转却要消耗大量的人力物力。在美国PPBS系统曾经被戏称为（Paper Producing Budgeting System），以讽刺其浩如烟海般的文案量。
基于以上原因，进入1970年代后，PPBS系统逐渐淡出了主要国家的预算编制领域。